# Distenia mellina
Distenia mellina es una especie de escarabajo longicornio del género Distenia, categorizada en la tribu Disteniini, de la orden Coleoptera. Fue descrita por Holzschuh en 1995.

## Descripción
Mide 16,2 mm de longitud.

## Distribución
Se distribuye por China.